# Purumitra grammica
Purumitra grammica là một loài nhện trong họ Uloboridae.
Loài này thuộc chi Purumitra. Purumitra grammica được Eugène Simon miêu tả năm 1893.